# Temahome
A TemaHome é uma empresa portuguesa exportadora de mobiliário, considerada a maior do setor . 

## História da empresa
Fundada em 1981, como Norema Portuguesa, surge da fusão entre a norueguesa Norema ASA e a portuguesa Mendes Godinho SA. Com esta fusão pretendia-se conciliar a tecnologia da Noruega e os custos reduzidos de produção de móveis em Portugal.
Entre 1984 e 1994 a empresa produziu uma linha de mobiliário modular para a Ikea.
Em 1995, os noruegueses adquiriram a totalidade da empresa e iniciaram a produção de móveis de cozinha, casa de banho e sala exclusivamente para o mercado norueguês, onde tinham lojas próprias.
Em 2000, a TemaHome foi constituída através de um MBO liderado pela britânica 3i, PLC. O capital ficou dividido por 4 accionistas: a britânica 3i (41,5 %) , a espanhola MCH (25,25%) , a portuguesa ESCAPITAL (25,25%)  e pela equipa de gestão (8%).
Mais tarde, em 2006, e desta vez através de um MBI liderado pela nova equipa de gestão o capital passa a ser dividido da seguinte forma: equipa de gestão (30%), um fundo de investimento de capitais (60%), e um investidor individual, Miguel Calado, (10%). Esta iniciativa deve-se a uma nova estratégia que visa enfrentar as transformações mundiais de mercado desde a entrada da China na OMC e da competitividade crescente dos países da Europa do Leste.
No final de 2007 a empresa contava com mais de 170 colaboradores distribuídos pela sede em Lisboa e a fábrica em Tomar (16.500 m²).
Seus principais mercados são a Alemanha, Suíça, Portugal, Espanha, Dinamarca e os Estados Unidos. Em Janeiro de 2008 já exportava, na totalidade, para 37 países e conta com mais de 1200 pontos de venda distribuídos por 4 continentes.

## Equipa de designers
- Filipe Alarcão
- Inês Martinho
- Maria João Maia
- Délio Vicente
- Ricardo Marçal
- Flora Mendonça

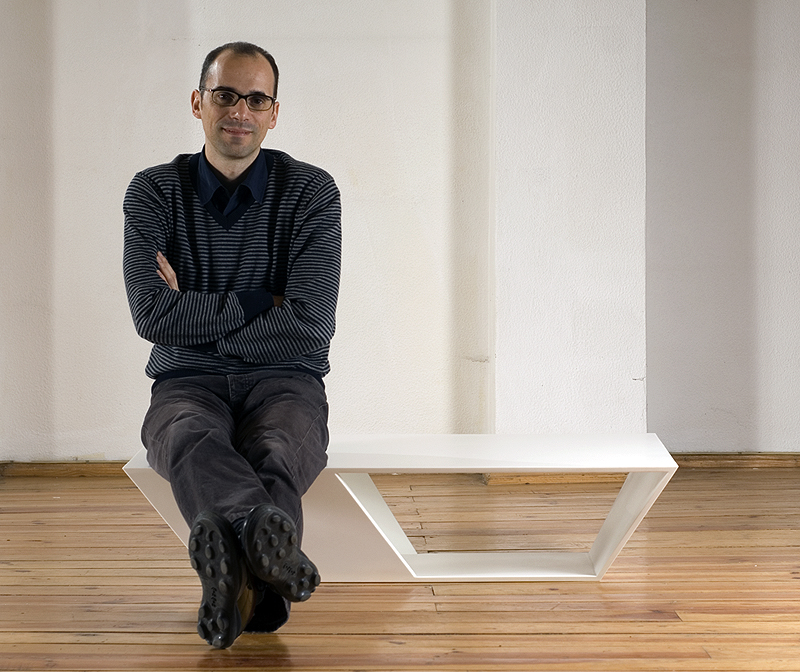
Filipe Alarcão e uma mesa GEM, produzida pela Temahome.

A empresa também trabalha de forma independente com outros designers, como Miguel Vieira Baptista, Fernando Brizio, Jette Fyhn e Marco Sousa Santos.

## Prémios
- 2007 – Prémio Mobis – Melhor fabricante contemporáneo[carece de fontes?]
- 2007 – Empresa Líder – IAPMEI (Instituto de Apoio as Pequenas e Médias Empresas e à Inovação) [carece de fontes?]
- 2002 – Prémio para a Melhor Pequena ou Média empresa em Portugal [carece de fontes?]
- 2000 - Prémio para a Melhor Pequena ou Média empresa em Portugal[carece de fontes?]